# جون سميث (لاعب كرة قدم)
جون سميث (بالإنجليزية: John Smith)‏ (12 أغسطس 1855 في المملكة المتحدة - 15 ديسمبر 1937 بكيركالدي في المملكة المتحدة) هو حكم كرة قدم ولاعب اتحاد الرغبي وطبيب ولاعب كرة قدم بريطاني (وحمل سابقاً جنسية المملكة المتحدة لبريطانيا العظمى وأيرلندا) في مركز مهاجم داخلي. شارك مع منتخب اسكتلندا لكرة القدم. أما مع النوادي، فقد لعب مع Corinthian F.C. ‏ وEdinburgh University A.F.C. ‏ وEdinburgh University RFC ‏ وMauchline F.C. ‏ ونادي كوينز بارك.

## وصلات خارجية
- جون سميث على موقع الاتحاد الإسكتلندي (الإنجليزية)
- جون سميث على موقع قاعدة بيانات كرة القدم.إي يو (الإنجليزية)
- جون سميث على موقع ناشيونال فوتبول تيمز (الإنجليزية)
- جون سميث على موقع عالم كرة القدم.نت (الإنجليزية)